# Лухменско-Майданское сельское поселение
Лухменско-Майданское се́льское поселе́ние — упразднённое муниципальное образование в Инсарском районе Мордовии Российской Федерации.
Административный центр — село Лухменский Майдан.

## История
Статус и границы сельского поселения установлены Законом Республики Мордовия от 28 декабря 2004 года № 119-З «Об установлении границ муниципальных образований Инсарского муниципального района, Инсарского муниципального района и наделении их статусом сельского поселения, городского поселения и муниципального района».
Упразднено в 2020 году с включением его единственного населённого пункта в Кочетовское сельское поселение (сельсовет).

## Население
| 2002 | 2010 | 2012 | 2013 | 2014 | 2015 | 2016 |
| ---- | ---- | ---- | ---- | ---- | ---- | ---- |
| 362  | ↘291 | ↘277 | ↘261 | ↘242 | ↘225 | ↘211 |
| 2017 | 2018 | 2019 | 2020 |      |      |      |
| ↘196 | ↘194 | ↘185 | ↘175 |      |      |      |

## Состав сельского поселения
| № | Населённый пункт  | Тип населённого пункта | Население |
| - | ----------------- | ---------------------- | --------- |
| 1 | Лухменский Майдан | село                   | ↘211      |